# Tia Brooks
Pour les articles homonymes, voir Brooks.
Tia Ra'shone Brooks-Wannemacher (née le 2 août 1990 à Saginaw dans le Michigan) est une athlète américaine, spécialiste du lancer du poids.

## Biographie
En 2015, elle se classe troisième des meetings ligue de diamant de Shanghai et Birmingham.
Elle bat son record avec 19,73 m lors de la Birmingham Grand Prix 2016 où elle remporte le concours.

## Vie privée
Ouvertement homosexuelle, elle se marie avec sa coach Stacey Wannemacher le 13 janvier 2017.

## Palmarès

### International
| Date | Compétition           | Lieu             | Résultat | Épreuve         | Marque  |
| ---- | --------------------- | ---------------- | -------- | --------------- | ------- |
| 2013 | Championnats du monde | Moscou           | 7e       | Lancer du poids | 18,09 m |
| 2015 | Ligue de diamant      | Ligue de diamant | 4e       | Lancer du poids | détails |

### National
- Championnats des États-Unis :
  - Plein air : 2e en 2013 et 2015, 3e en 2012 et 2014

## Records
| Épreuve         | Performance | Lieu       | Date        |
| --------------- | ----------- | ---------- | ----------- |
| Lancer du poids | 19,73 m     | Birmingham | 5 juin 2016 |